# Bee Gees I’ve Gotta (EP1)

## Közreműködők
- Barry Gibb – ének, gitár
- Robin Gibb – ének
- Maurice Gibb – ének,  gitár, zongora, basszusgitár
- Vince Melouney – gitár
- Colin Petersen – dob

## A lemez dalai
- I’ve Gotta Get a Message to You  (Barry, Robin és Maurice Gibb) (1968), mono 2:59 , ének: Barry Gibb, Robin Gibb
- Kitty Can  (Barry, Robin és Maurice Gibb) (1968), mono 3:20, ének: Barry Gibb, Robin Gibb
- Down to Earth (Barry, Robin és Maurice Gibb) (1968), mono 2:28, ének: Robin Gibb
- Such a Shame  (Vince Melouney) 196), mono 2:28, ének: Vince Melouney

## Top 10 helyezés a világ országaiban
I’ve Gotta Get a Message To You: 1.: Egyesült Királyság, Dél-afrikai Köztársaság, Írország 3.: Németország, Hollandia, Ausztrália, Új-Zéland, Kanada 6.: Chile, Norvégia  8.: Amerika